# Seznam biskupů a arcibiskupů melbournských
- 1847 - 1886: James Alypius Goold, O.S.A.
- 1886 - 1917: Thomas Joseph Carr
- 1917 - 1963: Daniel Mannix
- 1963 - 1967: Justin Daniel Simonds
- 1967 - 1974: kardinál James Robert Knox
- 1974 - 1996: Thomas Francis Little
- 1996 - 2001: George Pell
- 2001 - 2018: Denis James Hart
- od 2018: Peter Andrew Comensoli